# Arcyophora icterica
Arcyophora icterica är en fjärilsart som beskrevs av Swinhoe 1886. Arcyophora icterica ingår i släktet Arcyophora och familjen trågspinnare. Inga underarter finns listade i Catalogue of Life.